# 小布盧鎮區 (堪薩斯州華盛頓縣)
小布盧鎮區（英語：Little Blue Township）為美國堪薩斯州華盛頓縣轄下的鎮區。2010年美国人口普查中此鎮區人口有76人。

## 地理
小布盧鎮區涵蓋總面積為93.0平方（35.91平方英里），其中陸地面積為92.0平方（35.53平方英里），水域面積為0.98平方（0.38平方英里）或1.06%。

## 人口統計
根據2010年美國人口普查，小布盧鎮區人口有76人，其中男性有38人，女性有38人，人口密度為每平方公里0.82人，住房計41戶。鎮區內的白人有74人，非裔美國人有0人，美洲原住民有0人，亞裔美國人有0人，太平洋島裔美國人有0人，其他種族有2人，混血種族則有0人。此外鎮區內有2人為西班牙裔或拉丁裔美國人。此鎮區之年齡中位數為47.0歲，而男性年齡中位數為43.0歲，女性年齡中位數為48.5歲。

## 交通

### 主要公路
- 36號美國國道
- 148號堪薩斯州州道